# Клондайк
Клондайк (на английски: Klondike) е река в северозападна Канада, десен приток на река Юкон. Реката води началото си от планината Огилви и се влива в река Юкон близо до град Доусън. Дължината ѝ е 160 km.
Името на реката произлиза от езика на индианците хан, които наричали реката Tron-Duick или Tron-Deg, което означава „побита вода“ (на английски: Hammer Water), имайки предвид стълбовете, които индианците забивали в реката, за да ловят сьомга.
С откриването на злато при ручея Бонанза-Крийк в района на река Клондайк през средата на август 1896 започва т.нар. „Златна треска в Аляска“. Оттогава думата „клондайк“ често е синоним на невъобразимо богато място, източник на огромни блага.